# Death Valley '69
„Death Valley '69“ je píseň americké rockové skupiny Sonic Youth. Je v pořadí osmou skladbou na jejich albu Bad Moon Rising z roku 1985. Jejím autorem je newyorská zpěvačka a básnířka Lydia Lunch a zpěvák a kytarista Sonic Youth Thurston Moore.
V roce 1984 píseň vyšla jako singl. Videoklip k písni byl vůbec první videoklip, jaký skupina nahrála. Jeho režie se ujal Richard Kern.